# 몬스터 보이와 저주받은 왕국
《몬스터 보이와 저주받은 왕국》(영어: Monster Boy and the Cursed Kingdom)은 게임 아틀리에가 개발하고 FDG 엔터테인먼트가 배급한 액션 플랫폼 게임이다. 세가의 《원더보이》 시리즈의 일곱번째 작품으로, 《몬스터 월드 IV》 이후 24년 만에 제작된 후속작이다. 2018년 12월 4일 플레이스테이션 4, 엑스박스 원 및 닌텐도 스위치로 출시됐다.
시리즈 전통 게임플레이인 비선형 탐헝으로 진행되며, 《원더보이 III: 드래곤의 함정》의 동물 변신 시스템이 돌아왔다. 주인공 진을 조종해 왕국 곳곳에 마법을 부려 소동을 피우는 나부 삼촌을 막고 머지않아 부활하는 악의 군주를 막는 것이 주된 이야기이다.
2019년 7월 마이크로소프트 윈도우로, 2020년 7월 구글 스테이디아로 이식됐다.

## 게임플레이
《몬스터 보이와 저주받은 왕국》은 횡방향 진행 액션 어드벤처 게임으로, 갖고있는 무장으로 적들과 싸우고 스테이지 내에 있는 퍼즐들을 풀어 진행하는 것이 주된 게임플레이 방식이다. 1989년에 발매된 《원더보이 III: 드래곤의 함정》처럼 총 6마리의 동물 변신을 사용할 수 있다.

## 반응
《몬스터 보이와 저주받은 왕국》은 리뷰 애그리게이터 웹사이트 메타크리틱에서 "대체적으로 긍정적인 평가"를 기록했다.

### 흥행
발매 첫 주만에 50,000장의 판매량을 기록했다.